# Diecezja Nevers
Diecezja Nevers – diecezja Kościoła rzymskokatolickiego w środkowej Francji. Powstała w IV wieku. W 1801 uległa likwidacji, lecz już w 1822 przywrócono ją. Do 2002 przynależała do metropolii Sens, zaś po jej likwidacji została włączona do nowo powołanej metropolii Dijon. Terytorium diecezji odpowiada świeckiemu departamentowi Nièvre.